# Stamnodes lusoria
Stamnodes lusoria là một loài bướm đêm trong họ Geometridae.